# Zbór Kościoła Chrześcijan Baptystów w Łodzi
Zbór Kościoła Chrześcijan Baptystów w Łodzi – zbór Kościoła Chrześcijan Baptystów znajdujący się w Łodzi, przy ulicy Nawrot 27. Nabożeństwa odbywają się w każdą niedzielę o godzinie 10:00 i czwartek o godzinie 18:00.

## Historia
Baptyści pojawili się w Łodzi wraz z przybywającymi z terenu Niemiec i Czech rzemieślnikami włókienniczymi w pierwszej połowie XIX wieku. W tym czasie, ze względu na ich niewielką liczbę oraz dopiero rozwijającą się Łódź „przemysłową”, łódzcy baptyści podlegali zborowi w Kicinie, w Wielkopolsce.
Pierwszy chrzest pięciu łódzkich baptystów odbył się 25 września 1868 r., w przyfabrycznym stawie zakładów scheiblerowskich, przy obecnej ul. J. Kilińskiego. Udzielił go pionier polskiego baptyzmu – Gotfryd Fryderyk Alf.
Łódzkie środowisko baptystów usamodzielniło się z dniem 10 marca 1878. W tym czasie nowo powstały zbór liczył 252 wiernych. Istotnym wydarzeniem w życiu łódzkiej społeczności baptystycznej było oddanie do użytku budynku zboru przy ul. Nawrot 27 w dniu 25 czerwca 1882. W 1908 wybudowano kościół przy ul. Rzgowskiej 41A (na 500 miejsc). W świątyni tej znalazł siedzibę II zbór w Łodzi (na Chojnach) liczący 200 członków. W 1922 utworzono zbór słowiański z siedzibą przy ul. Gubernatorskiej 25 (obecnie Abramowskiego), natomiast w 1925 wybudowano kościół przy ul. Limanowskiego 60 (na 450 miejsc) jako siedzibę III zboru.
W 1945 w związku z opuszczeniem miasta przez większość baptystów niemieckich świątynia została przejęta przez państwo jako mienie poniemieckie. Władze państwowe zajęły kościoły baptystyczne przy ul. Nawrot 27, Limanowskiego 60, ul. Rzgowskiej 41A w Łodzi, Aleksandrowie Łódzkim, Konstantynowie oraz szpital „Betlehem” i Dom Diakonis „Tabea”.
W roku 1945 pastorem został Kazimierz Najmałowski. W 1948 roku doszło do wewnętrznych podziałów w zborze pod wpływem modernistycznej teologii.  W efekcie podziału powstały dwa zbory, jeden gromadził się przy ul. Abramowskiego, drugi przy ul. Świerczewskiego. W roku 1958 zbór przy ul. Świerczewskiego przyłączył się do Zjednoczonego Kościoła Ewangelicznego.

### Budynek zboru przy ul. Nawrot 27
Wspólnota baptystyczna decyzję o budowie własnego obiektu podjęła w połowie lat 70. XIX wieku. Na ten cel w roku 1875 nabyto plac przy ulicy Nawrot 27 (była to posesja Gustawa Scherlinga). Następnie podjęto starania zmierzające do uzyskania zgody władz państwowych na wybudowanie zboru. Projektantem świątyni został architekt Edward Kreutzburg. Prace budowlane ukończono w 1882 roku, a 25 czerwca tego roku budynek został poświęcony i oddany do użytku. Świątynia została zbudowana w stylu neoromańskim, posiadała trzy nawy z emporami. Charakterystyczna fasada świątyni została zakończona trójkątnym szczytem i wyróżniającym ją portalem „lombardzkim”. Pod koniec XIX wieku obiekt rozbudowano wykorzystując projekt architekta Albina Jankau. Od strony południowej dobudowano wówczas obszerną część prezbiterialną oraz postawiono Dom Zborowy. Świątynia służyła łódzkim baptystom do 1945 roku gdy jako mienie poniemieckie została przejęta przez władze państwowe.
Od 1946 posesję zajmowała Milicja Obywatelska w Łodzi. Znajdował się w nim najpierw „Dom Milicjanta”, a później „Dom Kultury Milicjanta”. 
„Dom” mieścił się w budynku znajdującym się na końcu posesji, natomiast frontowa sala modlitw została przekształcona w kino pn. „DKM” (kino „Dom Kultury Milicjanta”, które pełniło również rolę okazjonalnej sali widowiskowej „Domu”; była w nim zamontowana scena). Po zwrocie posesji baptystom „Dom” i kino uległo likwidacji, a salę dawnego kina z powrotem przebudowano na salę modlitw. Przy okazji gruntownej zmianie uległa jej pierwotna fasada.